# Claudio de Moura Castro
Claudio de Moura Castro (1938) é um economista brasileiro.  Graduado em Economia pela Universidade Federal de Minas Gerais, é mestre pela Universidade Yale e doutor pela Universidade Vanderbilt. Castro foi professor da Pontifícia Universidade Católica do Rio de Janeiro, da Fundação Getúlio Vargas, da Universidade de Chicago, da Universidade de Brasília, da Universidade de Genebra e da Universidade da Borgonha.  Trabalhou no Banco Mundial e no Banco Interamericano de Desenvolvimento, presidiu a CAPES de 1979 a 1982, foi secretário-executivo do Centro Nacional de Recursos Humanos de 1982 a 1985 e técnico do Instituto de Pesquisa Econômica Aplicada de 1970 a 1985,  presidiu o Conselho Consultivo da Faculdade Pitágoras até 2009 e desde 2015 até a presente data é diretor pedagógico da EduQualis.
Conhecido como conservador, tem uma coluna quinzenal na revista Veja desde setembro de 1996, e escreve sobre educação no Brasil.